# Ciudad Evita
Ciudad Evita es una localidad del partido de La Matanza, en la provincia de Buenos Aires, Argentina. Forma parte del aglomerado urbano del Gran Buenos Aires, en la Zona Oeste del mismo.
Fundada en la década de 1950, su nombre fue cambiado a Ciudad General Belgrano en 1973 y después a Ciudad General Martín Miguel de Güemes en 1976. En 1983 recuperó su nombre original. Fue declarada lugar histórico nacional en 1997.

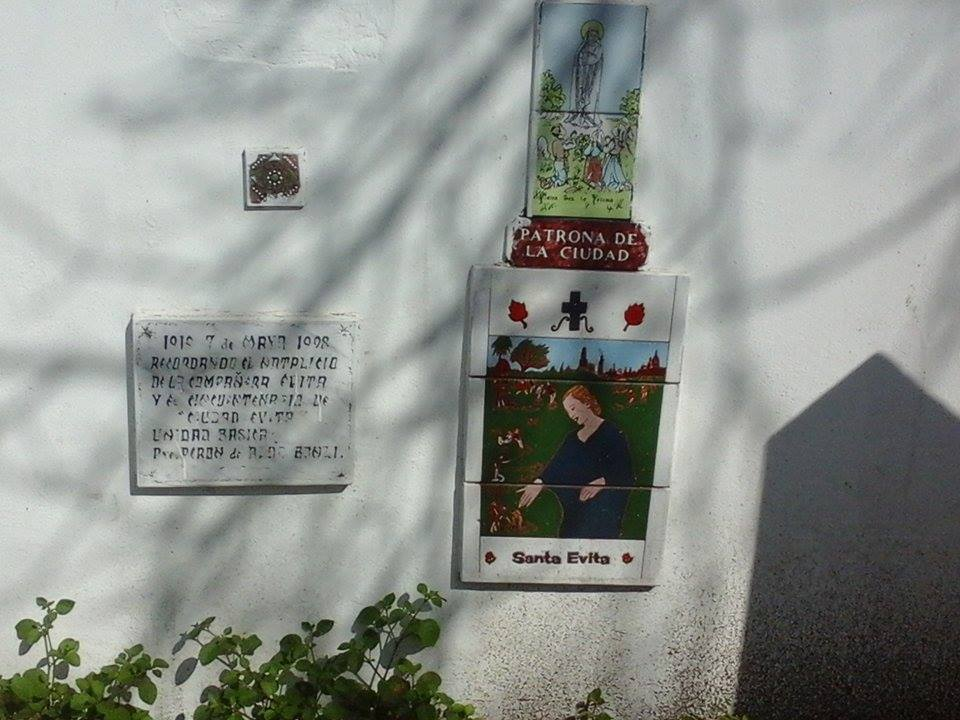
Placa recordatoria de Santa Evita.

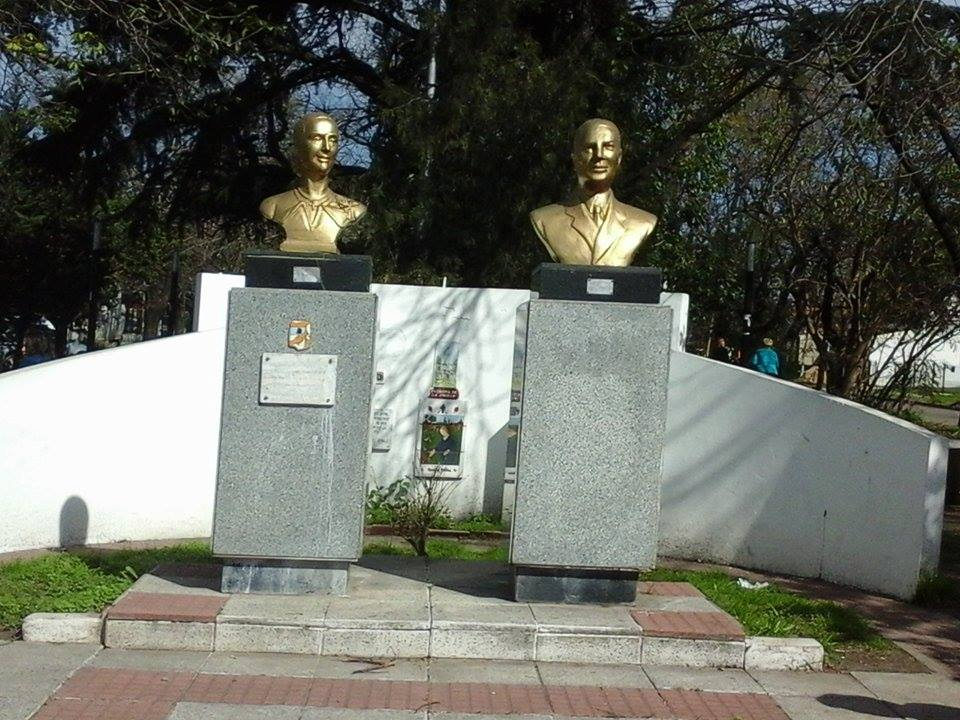
Bustos representativos de Evita y Perón, monumento en Ciudad Evita.

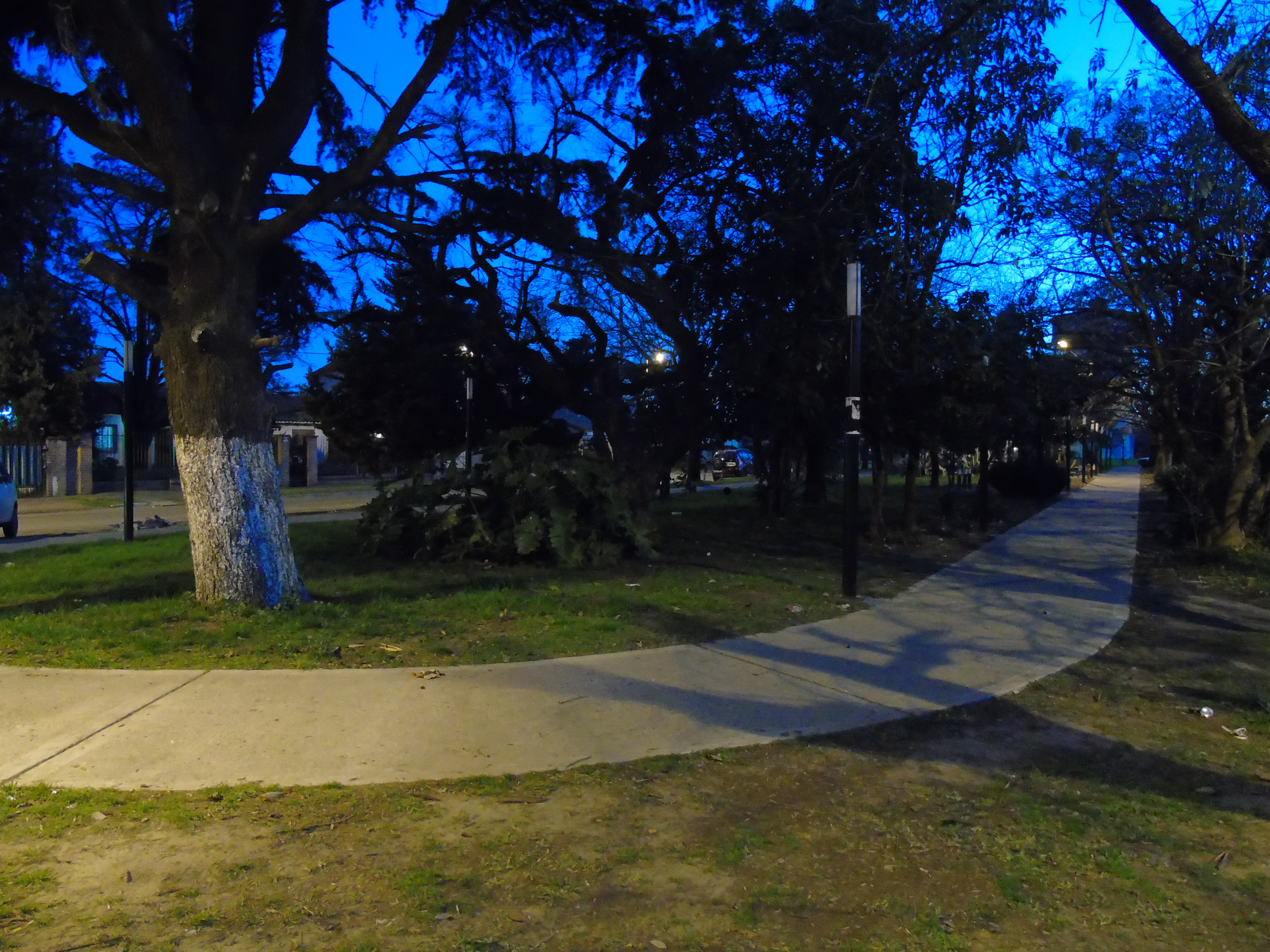
Plaza donde se encuentra el monumento de Evita y Perón.

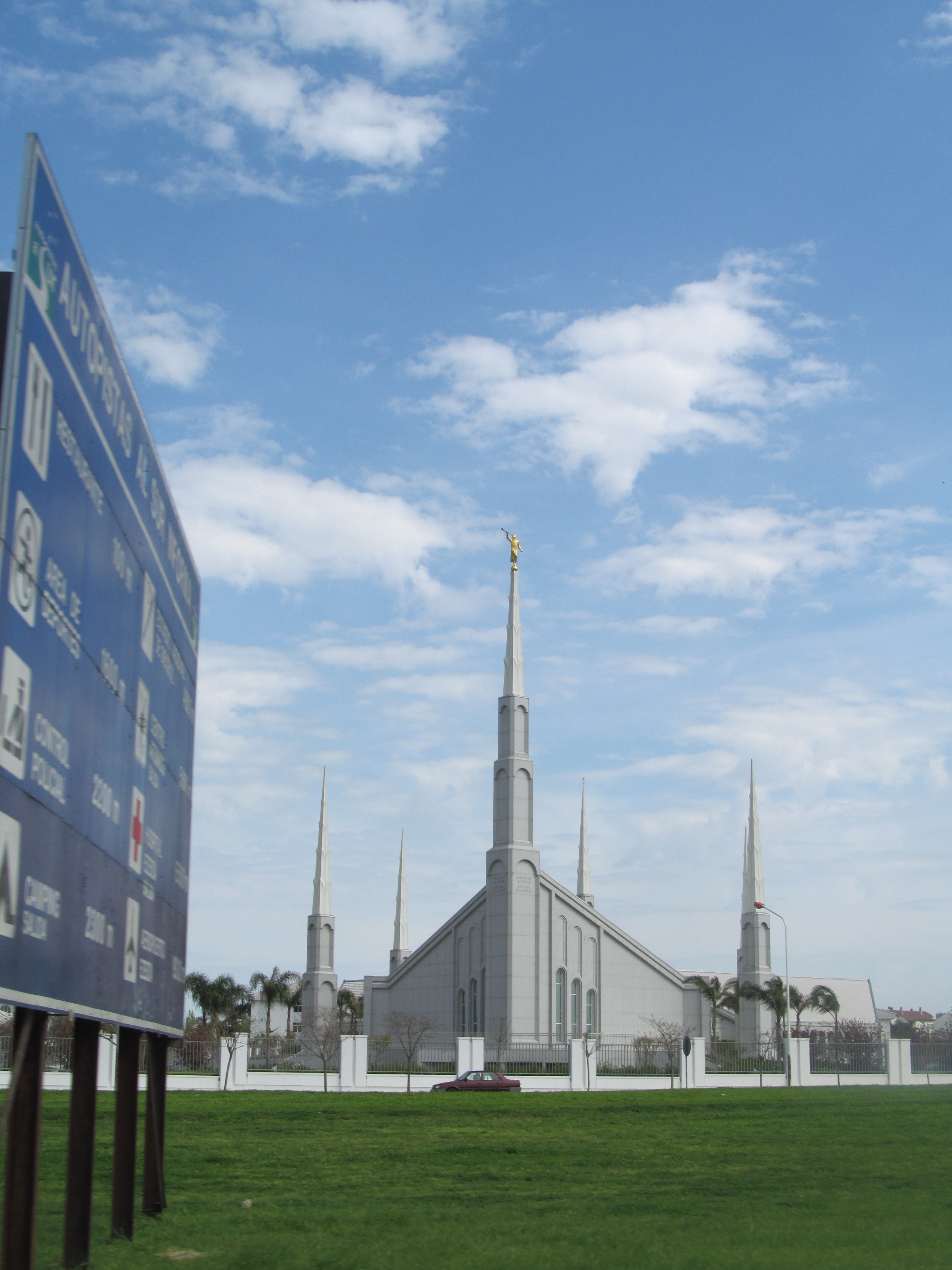
Templo mormón en Ciudad Evita.

## Geografía
Se ubica al oeste de la ciudad de Buenos Aires, aproximadamente a 21 km del Palacio del Congreso (km 0) y a unos 6 km del Aeropuerto de Ezeiza.
Está delimitada al este por el río Matanza, al noreste por el "Camino de Cintura" (Ruta N.º 4), al oeste por la Avenida Crovara y al sur por la Avenida Cristianía y los Bosques de Ezeiza. Su superficie es de 22,278 km².
- Latitud 34°37' S
- Longitud 61°22' O

Ciudad Evita está dividida en 5 circunscripciones:

### Circunscripción 1.ª
Aquí se encuentra:
- el busto de Evita
- sala de primeros auxilios
- el Banco Provincia
- Barrio Alas
- Barrio San Jorge
- 1.ª-1.ª
- Barrio Solares del Aeropuerto
- Barrio Techos
- Barrio 200 viviendas
- La comisaría 9.ª
- La iglesia de Pompeya
- La escuela Dr. Mariano Etchegaray
- La Escuela de Gendarmería Nacional "General Martín de Güemes"
- E.E.T n.º 11 Islas Malvinas
- E.E.T.N º 2
- Club Círculo General Belgrano
- Club Almafuerte
- Club de Leones.
- Club el Fortín
- El Bosque
- Jardín Maternal Alas
- Plaza Güemes
- La casa de Ayerbe
- E.P 149 "Almafuerte"

### Circunscripción 2.ª
Aquí se encuentra:
- La Delegación Municipal
- el Registro Civil
- el restaurante El Mangrullo
- Hotel Holiday Inn
- Templo de la Iglesia de Jesucristo de los Santos de los Últimos Días
- el barrio UPCN
- el barrio Querandí
- el barrio Democracia
- el barrio Sadop
- el barrio Puertas del sol
- el club Juventud de SADOP
- Iglesia de San Francisco
- el colegio N 146 República de Indonesia
- la entrada desde Buenos Aires por la autopista Ricchieri
- la entrada por av. Bevilacqua por Camino de Cintura (ruta 4)
- la planta verificadora de automotores.
- E.E.S N° 11 Islas Malvinas
- CLUB PUMAS

### Circunscripción 3.ª
Aquí se encuentra:
- El puente Querandí
- El club Querandí
- La estación Querandí
- La rotonda hacia Laferrere
- Casa natal de Julia Gordillo
- El cruce Surtidores
- Barrio Villa Rossi
- Barrio Isabel La Católica
- Barrio Seminara
- Barrio Cotevi
- Barrio Las Jarillas
- Barrio UPCN
- E.E.M.N.º 8
- E.E.M.N.º 40 Provincia de Salta
- E.E.B. Nº147 Provincia del chaco
- E.E.B.N.º 190
- Colegio Santa Ana
- E.E.S N°65 José "Pepe" Biondi
- La iglesia San Cayetano
- El club de béisbol "Júpiter".
- Hotel S&F

### Circunscripción 4.ª
Aquí se encuentra:
- la estación de ferrocarril "José Ingenieros"
- E.E.M.N.º 150
- El club V.E.M.M.E.
- Club 12 de Octubre
- el club Güemes Junior
- Barrio V.E.M.M.E.
- Galería Versalles.
- El Barrio Pampero
- Colegio Facundo Quiroga
- Jardín "El Barco Travieso"
- La Yapita Club Social y Deportivo
- El campo deportivo de UOM con 4 canchas de fútbol
- La Parroquia Inmaculada Concepción.

- EP N.º 152 ES N.º Anexo Media 8
- Reserva natural Ciudad Evita
- Plaza Submarino ARA San Juan (4.ª 7.ª)

### Circunscripción 5.ª
Aquí se encuentra:
- el club 3 de noviembre
- Parroquia Sagrado Corazón de Jesús.
- Escuela primaria N 151
- Escuela secundaria N 21
- Centro Cívico
- Centro cultural "La Cachirula"

A su vez, cada circunscripción está compuesta por secciones, generalmente separadas por calles o avenidas importantes (por ejemplo, Ruta 21. Estas secciones se dividen en "manzanas", que serían las cuadras y cada manzana tiene un número de casas. Allí se pueden encontrar el Barrio Jardín, más conocido como barrio 22 de enero debido a la fecha de su fundación. También encontramos el Centro de Educación Física (CEF) N. 69, Escuela Primaria 171, Escuela secundaria N. 64. Y el Instituto Educacional Thomas Edison, ubicado en el extremo sudoeste de la localidad de Ciudad Evita.

## Historia
Los terrenos que hoy conforman Ciudad Evita tuvieron diversos dueños desde el siglo XVII hasta su delimitación definitiva, situación que llegaría recién cuando el presidente Juan Domingo Perón por Decreto 33 221 del año 1947 expropia las tierras para erigir en ellos una ciudad que debería contar con 15 000 viviendas. El diseño fue realizado en forma de perfil de "Evita" peinada con su clásico moño en forma de rodete, con su brazo en alto.
Según su diseño las principales y calles terminarían en rotondas para así todas las viviendas sus frentes darían a la rotonda y sus fondos divididos solo con pequeños cercos y cada casa con árboles frutales de distintas estaciones.
La gran cantidad de viviendas ameritó también la inclusión en el proyecto de bibliotecas, escuelas, centros deportivas y templos, todo lo cual convirtió a este proyecto más en una ciudad que en un típico barrio obrero de la época, lo que se ve reflejado en el nombre mismo dado a la urbanización.
Hasta 1963 estuvo administrada por el Banco Hipotecario Nacional, el cual cubría todas las actividades administrativas, salvo algunos servicios públicos que eran prestados por el Municipio de La Matanza.
En 1963 la administración pasa a manos de la Municipalidad de La Matanza, la cual comienza la subdivisión de lotes y apertura y nomenclatura de las calles, utilizando nombres de flora y fauna norteña. El barrio Vemme (Viviendas económicas mediante el mutuo esfuerzo) se inicia en 1960. Después se inicia la construcción del barrio Alas, a instancias del Cuerpo de Suboficiales y Oficiales de la Brigada Aérea de Morón. Entre los años 1973 y 1974 en la sección 2.ª se habilitan los primeros departamentos del barrio U.P.C.N. En 1960 se comenzó a construir el barrio Vemme, cuyas casas se entregaron entre 1963 y 1967. El siguiente barrio en construirse fue el barrio Alas. Finalmente entre 1973 y 1974 en la sección 2.ª se habilitan las primeras.
El nombre de la localidad fue cambiado en tres ocasiones por diversas dictaduras militares, habida cuenta de que hace referencia a Eva Duarte. En el primer cambio se la denominó Ciudad General Belgrano, luego recuperaría su nombre original; en el tercer cambio volvió a llamársela Ciudad General Belgrano, y luego nuevamente Ciudad Evita. El último y definitivo cambio lo vivió con el retorno de la democracia en 1983, el cual anularía el nombre de Ciudad General Martín Miguel de Güemes impuesto en 1977 por el Proceso de Reorganización Nacional.
En 1997 los terrenos ocupados por esta localidad fueron declarados lugar histórico nacional.
Hoy viven allí aproximadamente 90 000 habitantes, posee 28 escuelas, contando jardín, primarias y secundarias, públicos y privados. Tiene gran cantidad de espacios verdes, tanto plazas como pequeños bosques, y sus propios datos meteorológicos.

## Toponimia
Lleva el nombre de Evita (1919-1952), y si bien debió sufrir diversos cambios en su denominación, siguió siendo conocida como Ciudad Evita.
El nombre original fue sustituido por el de Ciudad General Belgrano, y luego vuelve a llamarse Ciudad Evita, y nuevamente Ciudad General Belgrano. En el año 1977 mediante la Ordenanza 7142 de fecha 13 de julio se le da el nombre de Ciudad General Martín Miguel de Güemes. En 1983 con el regreso de la democracia a Argentina, recupera el nombre de Ciudad Evita.

## Demografía
La localidad contaba con 68,650 habitantes (Indec, 2001), lo que representa un 5 % de la población total del partido.
En el año 2001 Ciudad Evita contaba con una cantidad de 19.206 viviendas, a partir del año 2010 alrededor de 23 131 eran las viviendas, lo cual presenta una diferencia de 20,44% durante esos 9 años. Solo el 5% de la población de la ciudad no nació en Argentina.[cita requerida]

## Monumentos

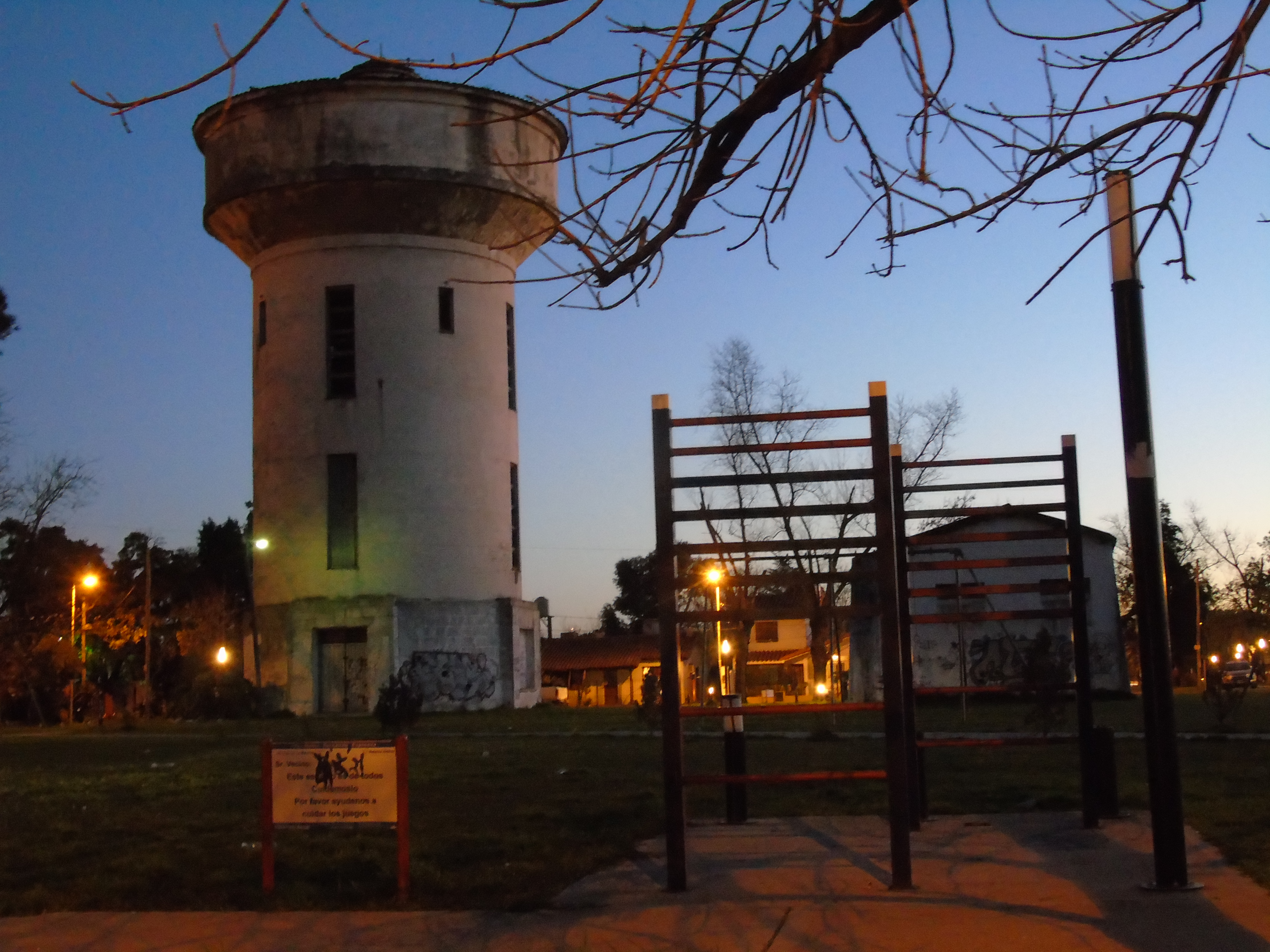
Plazoleta de la Salud en Ciudad Evita

La ciudad posee bustos, retratos y placas conmemoratorias de diversos héroes y próceres distribuidas principalmente en sus plazas destacándose especialmente el monumento que compone su propia disposición terrenal, conformando el contorno simbólico de Evita, que pueden ser apreciados desde lo alto del cielo al sobrevolar la ciudad.
El monumento de Eva Perón y Juan Domingo Perón se encuentra en Ciudad Evita, provincia de Buenos Aires. Está situado en un bulevar, que funciona como plaza, sobre La Acacia o también reconocida como M.M de Güemes, entre las calles El Chacuru y La Pirincha.
La representación son dos bustos de estos personajes históricos de Argentina.
El material utilizado para realizar dicho monumento es bronce y cemento. Tras el, sobre un pequeño mural que lo rodea, se hallan dos placas: una que informa el motivo de su inauguración y otra de una imagen que hace alusión a Evita como una santa.

## Reserva natural Ciudad Evita

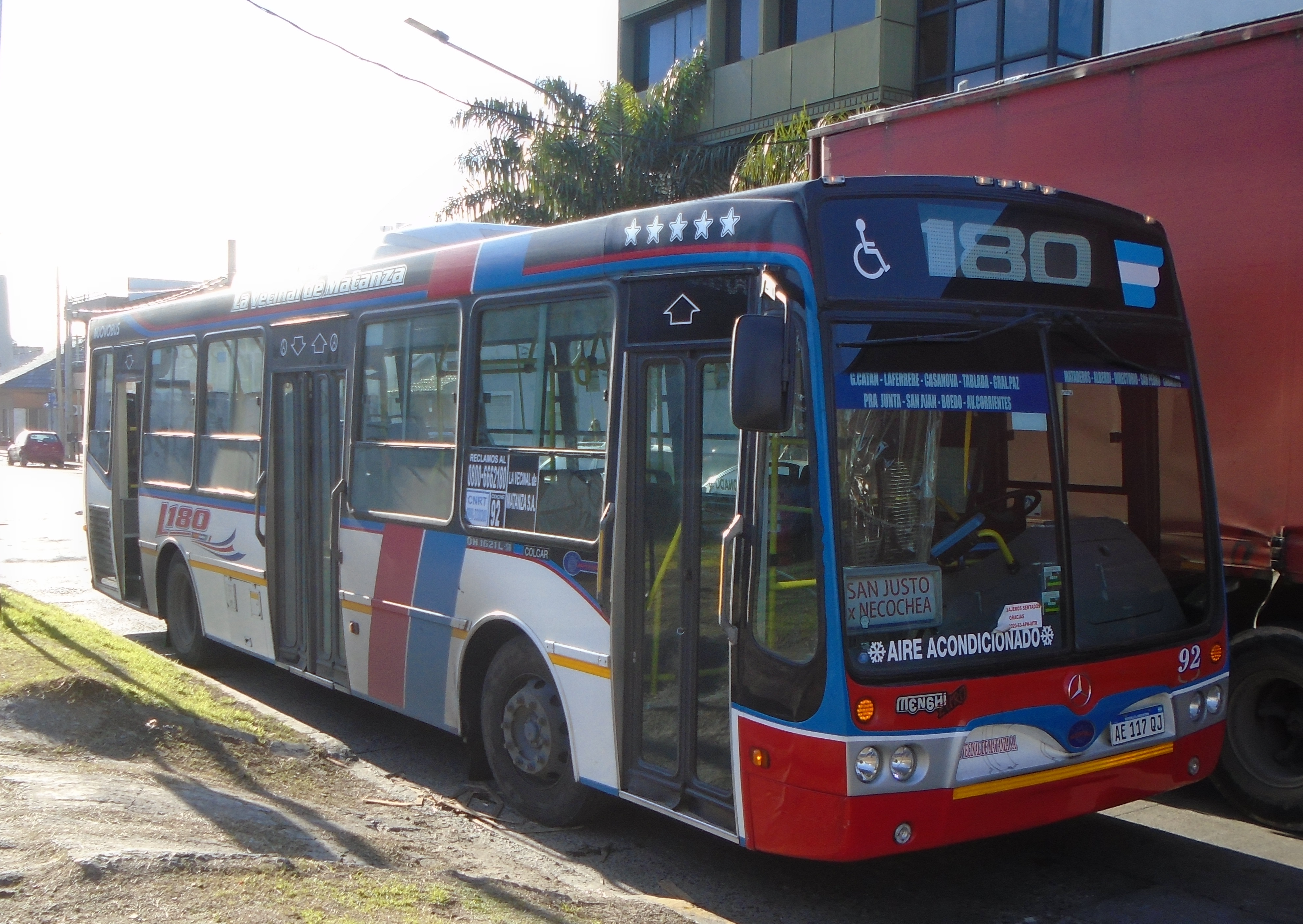
Colectivo de la Línea 180.

La reserva natural de Ciudad Evita es un área natural protegida ubicada en el partido de La Matanza, en la provincia de Buenos Aires. Se encuentra emplazada en la cuenca de la Matanza-Riachuelo, cercana a Ciudad Evita. La reserva se creó durante el gobierno de Fernando Espinoza, mediante la ordenanza municipal 24.247. El área protegida cubre solamente 287,8 hectáreas de las 698,3 planificadas por diversos proyectos, incluyendo algunos proyectos de ley provinciales. En la actualidad existen diversos proyectos de ley, incluyendo uno del diputado del PRO Cristian Ritondo, para crear una reserva nacional que dependa de la Administración de Parques Nacionales.
La reserva tiene características naturales y culturales propias de la región pampeana, y es un sitio con valor histórico, social, cultural y ambiental. Es un área que comprende humedales, pastizal pampeano y talar de barranca, que cumplen importantes servicios ecosistémicos. La reserva cuenta además con un cuerpo de agua y una laguna, y una gran biodiversidad de fauna y flora. En la zona se encontraron restos arqueológicos pertenecientes a las tribus Querandíes. Ciudad Evita es además uno de los barrios populares modelo establecidos por Juan Domingo Perón. La reserva también forma parte de las áreas de interés de ACUMAR, por encontrarse en la cuenca Matanza-Riachuelo.

## Transporte

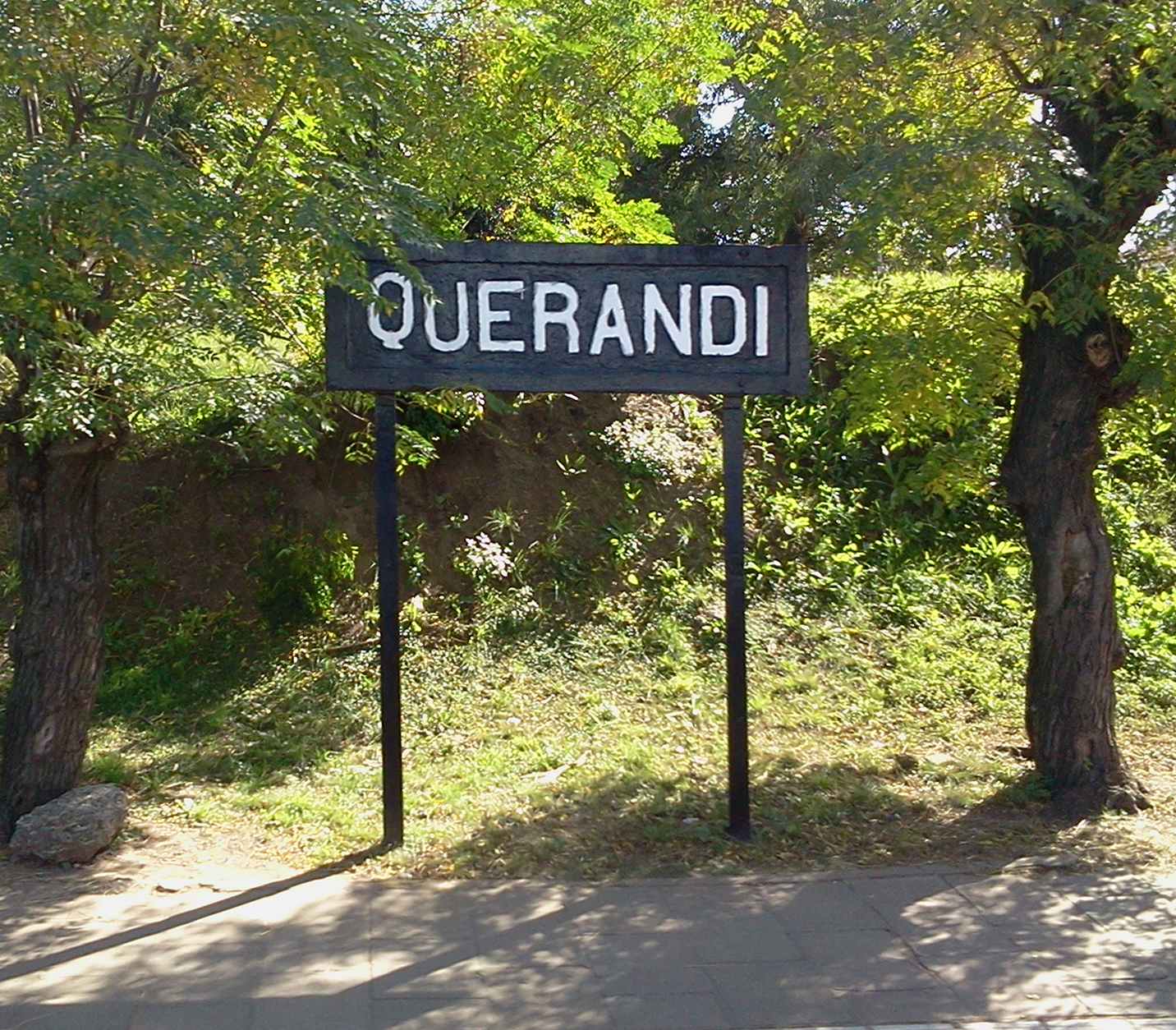
Nomenclador de la Estación Querandí en Ciudad Evita.

Las líneas de colectivo que recorren este barrio son: 8 56 86 91  96 180 193 621 630
Trenes: Línea Belgrano Sur:
- Ramal G:  Querandí (Sáenz/González Catán)
- Ramal M:  José Ingenieros (Sáenz/Marinos del Crucero General Belgrano)

## Escuelas
Más de 60, de diferentes niveles, públicas y privadas:
jardines de infantes, escuelas primarias, secundarias y terciarias, colegios vespertinos y
escuelas diferenciales.
Como por ejemplo se encuentra la Escuela Santa Ana, Escuela Equitación Miguel Martín de Güemes, la escuela Pepe Biondi,
EEST N°11 Islas Malvinas, Escuela Dr. Mariano Etchegaray, Instituto Facundo Quiroga y el Saint Exupéry EES N°58

## Sociedades de Fomento y Clubes
- Club S. D. y C. Almafuerte
- Círculo General Belgrano
- Sociedad de Fomento Querandí
- Club Júpiter
- Club VEMME
- Club 12 de Octubre
- Sociedad de Fomento Martin Miguel de Güemes
- Club 3 de noviembre
- Unión Vecinal de la Circunscripción 4
- Club Asociación Juventud

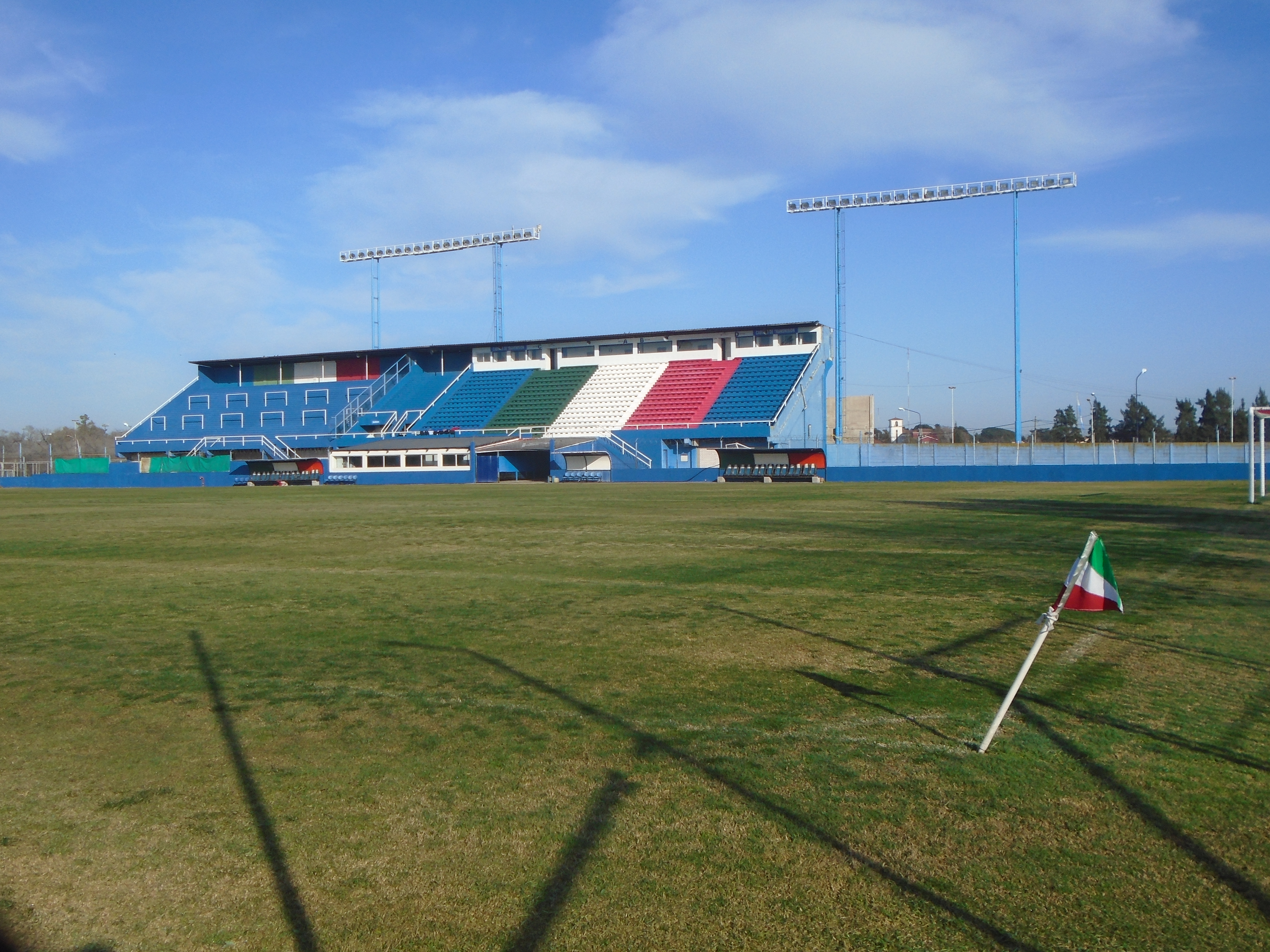
Estadio República de Italia (Club Sportivo Italiano).

- Club Las200v
- Cuadrado FC

## Deportes
Sportivo Italiano es el club de fútbol de Ciudad Evita, que a su vez, se desenvuelve en la Primera C, el cuarto nivel del fútbol argentino correspondiente a los clubes directamente afiliados a la Asociación del Fútbol Argentino. Su estadio es el denominado República de Italia que cuenta con un aforo aproximado de 7000 espectadores.

## Personalidades
- Juan Ignacio Chela
- Gabriel Furlán
- Cristian Fabbiani
- Tía Newton
- Mauricio Hanuch
- Pocha Lamadrid
- Cátulo Castillo
- Blues Band "La croâ"

## Clima
| Temperatura máxima absoluta (°C). | 42 | 39 | 35 | 33 | 31 | 30 | 30 | 31 | 33 | 36 | 37 | 41 |
| Temperatura mínima absoluta (°C). | 15 | 12 | 9  | 5  | 3  | -3 | -2 | 2  | 6  | 9  | 10 | 13 |

## Parroquias de la Iglesia católica en Ciudad Evita
| Diócesis   | San Justo                                                    |
| ---------- | ------------------------------------------------------------ |
| Parroquias | Sagrado Corazón de Jesús, San Antonio de Padua, San Cayetano |